# WBC The Palace
WBC The Palace est un ensemble de deux gratte-ciel résidentiels identiques de 265 mètres construit en 2011 à Busan en Corée du Sud.